# Mieczysław Szymanowski
Mieczysław Szymanowski (ur. 30 października 1898 Mikołajowie, zm. 9 października 1984 w Birmingham) – podpułkownik Wojska Polskiego.

## Życiorys
Urodził się w Mikołajowie w ówczesnej guberni chersońskiej, w rodzinie Leona i Stefanii. Uczestniczył w I i II wojnie światowej. Od 16 kwietnia 1919 służył w kompanii inżynieryjnej 4 Dywizji Strzelców Polskich.
Od 1921 do 1939 pełnił obowiązki na różnych stanowiskach służbowych w 2 pułku Saperów Kaniowskich, począwszy od stanowiska dowódcy kompanii, adiutanta i oficera ewidencji personalnej. W grudniu 1929, po rozformowaniu pułku, został przeniesiony do 2 batalionu saperów. W 1930 został dowódcą kompanii szkolnej, a dwa lata później kwatermistrzem batalionu. W 1935, po ukończeniu kursu unifikacyjnego dla kapitanów w Rembertowie, został wyznaczony na stanowisku komendanta parku. W następnym roku został przesunięty na stanowisko kwatermistrza batalionu. W 1938 zajmowane przez niego stanowisko otrzymało nazwę II zastępcy dowódcy batalionu. W sierpniu 1939, po przeformowaniu batalionu w 2 pułk Saperów Kaniowskich pozostał na stanowisku II zastępcy dowódcy pułku.
Z chwilą wybuchu II wojny światowej został kwatermistrzem w Ośrodku Zapasowym  Saperów Nr 2. Z 18 na 19 września przedostał się przez granicę na Węgry, następnie pełnił obowiązki oficera sztabu w I Korpusie Polskim w Szkocji. Do 25 września 1940 służył w Centralnym Obozie Wyszkolenia w Crawford, a następnie pełni obowiązki kwatermistrza w 1 batalionie saperów. Wielce zasłużony historyk i działacz saperski na obczyźnie.

## Awanse
- podporucznik – 1 listopada 1920[3], zweryfikowany ze starszeństwem z dniem 1 czerwca 1919[8]
- porucznik – ze starszeństwem z dniem 1 grudnia 1920 lokata 5[9]
- kapitan – ze starszeństwem z dniem 1 stycznia 1930 lokata 15[10]
- major – ze starszeństwem z dniem 19 marca 1938[11]

## Ordery i odznaczenia
- Złoty Krzyż Zasługi
- Srebrny Krzyż Zasługi (10 listopada 1928)[12][10]